# United
United é o álbum de estréia do grupo francês de rock alternativo e synthpop Phoenix, foi lançado em 12 de Junho de 2000.
| Críticas profissionais                                                      | Críticas profissionais |
| Avaliações da crítica                                                       | Avaliações da crítica  |
| Fonte                                                                       | Avaliação              |
| --------------------------------------------------------------------------- | ---------------------- |
| Allmusic                                                                    | [ 2 ]                  |
| Esta tabela precisa de ser acompanhada por texto em prosa. Consulte o guia. |                        |

## Faixas
| N.º            | Título                  | Duração |  |
| 1.             | "School's Rules"        | 1:32    |  |
| 2.             | "Too Young"             | 3:19    |  |
| 3.             | "Honeymoon"             | 5:00    |  |
| 4.             | "If I Ever Feel Better" | 4:26    |  |
| 5.             | "Party Time"            | 2:14    |  |
| 6.             | "On Fire"               | 2:49    |  |
| 7.             | "Embuscade"             | 3:57    |  |
| 8.             | "Summer Days"           | 3:15    |  |
| 9.             | "Funky Squaredance"     | 9:38    |  |
| 10.            | "Definitive Breaks"     | 1:40    |  |
| Duração total: | Duração total:          | 38:48   |  |